# Pelastoneurus intermedius
Pelastoneurus intermedius är en tvåvingeart som först beskrevs av Van Duzee 1931. Pelastoneurus intermedius ingår i släktet Pelastoneurus och familjen styltflugor.
Artens utbredningsområde är Panama. Inga underarter finns listade i Catalogue of Life.